# Sh2-228
Sh2-228 est une nébuleuse en émission visible dans la constellation du Cocher.
Elle est située dans le grand pentagone qui constitue la constellation, à environ 1° au sud de l'étoile µ Aurigae. La meilleure période pour son observation dans le ciel du soir se situe entre les mois d'octobre et de mars et est grandement facilitée pour les observateurs situés dans les régions de l'hémisphère nord de la Terre.
Sh2-228 est une région HII située sur le bras de Persée à une distance d'environ 3 500 pc (∼11 400 al). Elle a une forme asymétrique et est située près de la grande association OB Auriga OB1. Il s'agit d'une vaste région où la formation d'étoiles est active, comme en témoigne la présence en son sein d'un jeune amas ouvert plutôt compact connu sous le nom de CC 01, formé de quelques étoiles bleues intrinsèquement très brillantes accompagnées d'une grande population d'étoiles plus faibles. Leur âge est estimé à environ 1 à 2 millions d'années au maximum et elles représentent une génération d'étoiles plus tardive que les étoiles environnantes, qui affichent plutôt un âge d'environ 5 à 6 millions d'années. La masse totale de l'amas est d'environ 1800 M☉. Dans le catalogue Avedisova, la nébuleuse est également associée à quelques sources d'ondes radio.
Enfin, il convient de noter que des études basées sur les émissions d'ondes radio ont donné une distance nettement plus élevée pour Sh2-228, soit environ 7 900 pc (∼25 800 al).